# Махмуд Ель-Ґогарі
Махмуд Ель-Ґогарі (араб. محمود الجوهري, нар. 20 лютого 1938, Каїр — пом. 3 вересня 2012, Амман) — єгипетський футболіст, що грав на позиції нападника. По завершенні ігрової кар'єри — футбольний тренер. Ель-Ґогарі і нігерієць Стівен Кеші є єдиними, кому вдавалось вигравати Кубок африканських націй спочатку як гравцям, а згодом як головним тренерам національних збірних.
Виступав за каїрський «Аль-Аглі», а також національну збірну Єгипту.

## Клубна кар'єра
У дорослому футболі дебютував 1955 року виступами за команду клубу «Аль-Аглі», кольори якої і захищав протягом усієї своєї кар'єри гравця, що тривала сім років.

## Виступи за збірну
1958 року дебютував в офіційних матчах у складі національної збірної Об'єднаної Арабської Республіки (по суті Єгипту). Кар'єра в національній команді тривала 4 роки. Був учасником Кубка африканських націй 1959 року, виграного його збірною, на якому став з трьома забитими голами найкращим бомбардиром, а також був визнаний найкращим гравцем турніру.

## Кар'єра тренера
Розпочав тренерську кар'єру, повернувшись до футболу після невеликої перерви, 1965 року, ставши асистентом головного тренера рідного каїрського «Аль-Аглі», в якому працював 13 років. 1977 року перебрався до Саудівської Аравії, ставши асистентом головного тренера «Аль-Іттіхада», а 1981 року очолив тренерський штаб цієї команди з Джидди. До 1988 року також встиг пропрацювати головним тренером в каїрському «Аль-Аглі», еміратській «Шарджі», а також саудівському «Аль-Аглі» (Джидда).
1988 року очолив національну збірну Єгипту, яка під його керівництвом кваліфікувалася до фінальної частини чемпіонату світу 1990 року, що стало для команди першою участю в мундіалі з 1934 року. На самому фінальному турнірі, що проходив в Італії, єгипетська команда також виступила дуже пристойно, звівши унічию ігри з ірландцями та нідерландцями, і лише мінімальна поразка в останньому матчі групового етапу від збірної Англії не дозволила їй продовжити боротьбу в найпрестижнішому світовому футбольному турнірі.
Після чемпіонату світу повернувся до клубного футболу, протягом першої половини 1990-х працював з єгипетськими «Аль-Аглі» (Каїр) та «Замалеком», а також в ОАЕ з командою «Аль-Вахда» (Абу-Дабі). Протягом 1996–1997 років працював зі збірною Оману.
1997 року вдруге очолив збірну Єгипту, з якою пропрацював наступні п'ять років. За цей час збірна була учасником Кубка африканських націй 1998 року в Буркіна Фасо, здобувши того року титул континентального чемпіона, розіграшу Кубка конфедерацій 1999 року в Мексиці, а також Кубка африканських націй 2002 року в Малі, де діючі континентальні чемпіони вибули з боротьби після поразки від Камеруну вже на стадії чвертьфіналів. Після цього невдалого виступу залишив єгипетську збірну.
Останнім місцем тренерської роботи Ель-Ґогарі була національна збірна Йорданії, яку він прийняв того ж 2002 року і з якою працював до 2007. Протягом цього періоду брав участь у розіграші кубка Азії 2004 року в Китаї, на якому йорданці вийшли з групи, здолавши збірну Кувейту (2:0) та вистоявши в іграх проти фаворитів групи, збірних Південної Кореї і ОАЕ (обидві гри завершилися нульовими нічиїми). Вже на стадії чвертьфіналів очолюваній Ель-Ґогарі збірній протистояли майбутні переможці турніру, японці, для яких гра з Йорданією не стала простою — перемогу вони змогли здобути лише в серії післяматчевих пенальті.
Помер 3 вересня 2012 року на 75-му році життя в йорданському Аммані.

## Титули і досягнення

### Як гравця
- Володар Кубка африканських націй (1): 1959

### Як тренера
- Переможець Кубка арабських націй (1): 1992
- Володар Кубка африканських націй (1): 1998

### Особисті
- Найкращий бомбардир Кубка африканських націй: 1959 (3 голи)
- Найкращий гравець Кубка африканських націй: 1959